# أولغا بيتروفا (لاعبة كرة قدم)
أولغا بيتروفا (بالروسية: Ольга Евгеньевна Петрова)‏ هي لاعبة كرة قدم روسية، ولدت في 9 يوليو 1986 في روسيا. شاركت مع منتخب روسيا لكرة القدم للسيدات. أما مع النوادي، فقد لعبت مع نادي فولفسبورغ للسيدات.

## وصلات خارجية
- أولغا بيتروفا على موقع الاتحاد الدولي (مؤرشف)  (الإنجليزية)
- أولغا بيتروفا على موقع الاتحاد الأوربي (الإنجليزية)
- أولغا بيتروفا على موقع قاعدة بيانات كرة القدم.إي يو (الإنجليزية)
- أولغا بيتروفا على موقع Soccerway.com (الإنجليزية)
- أولغا بيتروفا على موقع عالم كرة القدم.نت (الإنجليزية)